# Podoscypha aculeata
Podoscypha aculeata är en svampart som först beskrevs av Berk. & M.A. Curtis, och fick sitt nu gällande namn av Boidin 1959. Podoscypha aculeata ingår i släktet Podoscypha och familjen Meruliaceae.   Inga underarter finns listade i Catalogue of Life.